# Edwin Anderson, Jr.
Edwin Anderson, Jr. (16 juillet 1860 - 23 septembre 1933) est un amiral américain qui a reçu la Medal of Honor pour son action lors de l'intervention américaine à Veracruz.